# Les Époux mystiques (Dva Lada)
Les Époux mystiques (Dva Lada) (en russe : Два Лада) est un tableau du peintre russe symboliste Mikhaïl Nesterov, réalisé en 1905, qui fait partie des collections du Musée des Beaux-Arts de Nijni Novgorod. Avec cette toile, Nesterov crée une ode à l'amour heureux et décrit ses propres sentiments pour la jeune Catherine Vassilieva. Les toiles de Nesterov évoquent plus souvent la situation pénible, à l'époque, de la femme russe, dont le statut social est dévalorisé, sans accès aux études supérieures et aux professions intellectuelles. Cette toile-ci est donc une exception. Dans la mythologie slave, Lada est la déesse du printemps, des labours, des semis de cette saison. Elle est aussi la protectrice du mariage et de l'amour, elle évoque l'harmonie et la joie.

## Historique
Le peintre s'est inspiré de plusieurs sources : de la littérature, par des récits d'Alexis Tolstoï, du folklore russe, de la poésie populaire et de la mythologie slave dont Lada est un personnage. Les thèmes qui en ressortent sont l'amour, la dévotion, la beauté de l'homme et de la nature.

## Description
À gauche du tableau est représenté un couple amoureux, fasciné et rêveur, regardant au loin, vers le ciel. Dans les regards, le spectateur distingue un sentiment d'insouciance, de confiance dans un avenir lumineux où ils seront des conjoints fidèles et aimants. Devant eux s'étend un lac où nagent deux cygnes, symbole de l'amour et de la fidélité, qui forment une image métaphorique des deux bien-aimés. Les costumes des deux personnages les rendent attrayants et font d'eux des êtres éloignés des réalités du monde trépidant. Nesterov fait preuve d'une grande compétence comme peintre paysagiste. La nature dans sa toile n'est pas une copie exacte de la réalité, elle est un peu plus parfaite, comme c'est l'usage de la représenter dans l'art populaire russe. Rien dans la toile ne vient troubler l'harmonie de l'homme et de la femme.

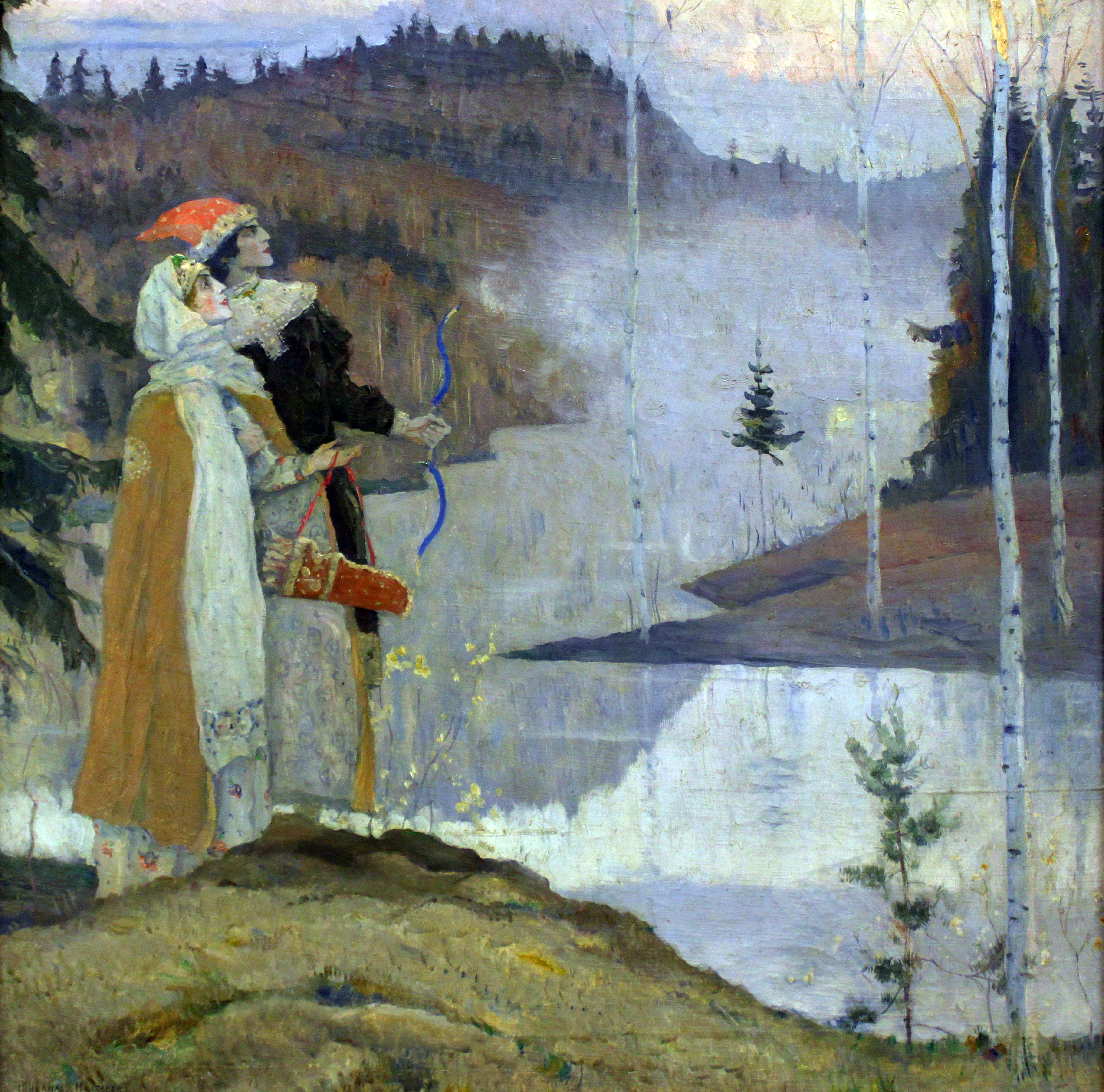
1922 Nesterov, Les Deux Ladas, Musée des beaux-arts d'Ekaterinbourg.

## Copies
En 1922, Nesterov a réalisé une copie sans l'image des deux cygnes. Elle se trouve au Musée des beaux-arts d'Ekaterinbourg (en).